# Flaga Tanzanii
Flaga Tanzanii została przyjęta 30 czerwca 1964 roku.
Flaga powstała z flag Tanganiki i Zanzibaru. Na fladze widnieją cztery kolory: zielony, żółty, czarny i niebieski. W lewym górnym rogu znajduje się zielony trójkąt, którego przeciwprostokątną jest żółta linia. Żółta linia otacza z dwóch stron sześciokąt koloru czarnego. W dolnym prawym rogu znajduje się niebieski trójkąt, którego boki i pole powierzchni jest równe z trójkątem zielonym.

## Symbolika kolorów
- kraj – zielony
- woda – niebieski
- bogactwa mineralne – żółty
- kolor skóry – czarny

## Historyczne wersje flagi

Propozycja flagi dla Niemieckiej Afryki Wschodniej
Flaga Terytorium Tanganiki(inne języki) w latach 1923–1961
Flaga Tanganiki (1961–1964) i Tanzanii używana od 26 kwietnia 1964 do 30 czerwca 1964